# Timeo de Tauromenio
Timeo de Tauromenio (Taormina, c. 350 a. C. - Siracusa, c. 260 a. C.) fue un historiador griego.

## Biografía
Era hijo de Andrómaco de Tauromenio. En el año 316 a. C. la ciudad de Tauromenio fue conquistada por el tirano de Siracusa, Agatocles y Timeo se vio obligado a exiliarse en Atenas, donde se familiarizó con la retórica de Filisco, un discípulo de Isócrates. Comenzó allí la confección de sus obras históricas. Probablemente regresó a Siracusa en torno al año 269 a. C., cuando la ciudad se encontraba bajo la tiranía de Hieron II, y quizá murió en esa ciudad poco después del 260.

## Obra
Timeo escribió una obra de treinta y ocho libros sobre la historia de los griegos en el Mediterráneo occidental, cuyos cinco primeros libros estaban dedicados a los demás pueblos de la zona, entre ellos a los romanos. Esto, junto a sus escritos sobre las guerras de Pirro, lo convierten en el primer historiador griego conocido que profundizó seriamente en la historia romana.